# Clarkson Valley
Clarkson Valley ist eine City im St. Louis County im US-Bundesstaat Missouri. Das U.S. Census Bureau hat bei der Volkszählung 2020 eine Einwohnerzahl von 2.609 ermittelt.

## Geographie
Die Koordinaten von Clarkson Valley liegen bei 38°37'2" nördlicher Breite und 90°35'18" westlicher Länge.
Nach Angaben der United States Census 2010 erstreckt sich das Stadtgebiet von Clarkson Valley über eine Fläche von 7,12 Quadratkilometer (2,75 sq mi).

## Bevölkerung
Nach den Daten des United States Census 2010 lebten in Clarkson Valley 2632 Menschen verteilt auf 882 Haushalte und 801 Familien. Die Bevölkerungsdichte betrug 376,5 Einwohner pro Quadratkilometer (974,8/sq mi).
Die Bevölkerung setzte sich 2010 aus 92,9 % Weißen, 1,5 % Afroamerikanern, 3,5 % Asiaten, 0,8 % aus anderen ethnischen Gruppen und 1,3 % stammten von zwei oder mehr Ethnien ab.
In 40,8 % der Haushalten lebten Personen unter 18 Jahre und in 7,9 % Menschen die 65 Jahre oder älter waren. Das Durchschnittsalter betrug 46,9 Jahre und 49,7 % der Einwohner waren Männlich.

## Belege
1. ↑  Explore Census Data Total Population in Clarkson Valley city, Missouri. Abgerufen am 2. Februar 2023.
2. ↑   United States Census
3. ↑   American Fact Finder